# Hawaiian Airlines
Hawaiian Airlines, Inc. является одной из крупнейших авиакомпаний в Соединённых Штатах. Это также самая крупная авиакомпания на Гавайях. Hawaiian Airlines самая старая авиакомпания в США, у которой никогда не было несчастных случаев за всю историю существования.

## Направления
Hawaiian Airlines обслуживает несколько направлений в Азиатско-Тихоокеанских странах и территориях.

### Азия
- Филиппины

- Манила — Международный аэропорт имени Ниноя Акино

- Южная Корея

- Сеул — Международный аэропорт Инчхон

- Япония

- Осака — Международный аэропорт Кансай
- Токио — Международный аэропорт Токио

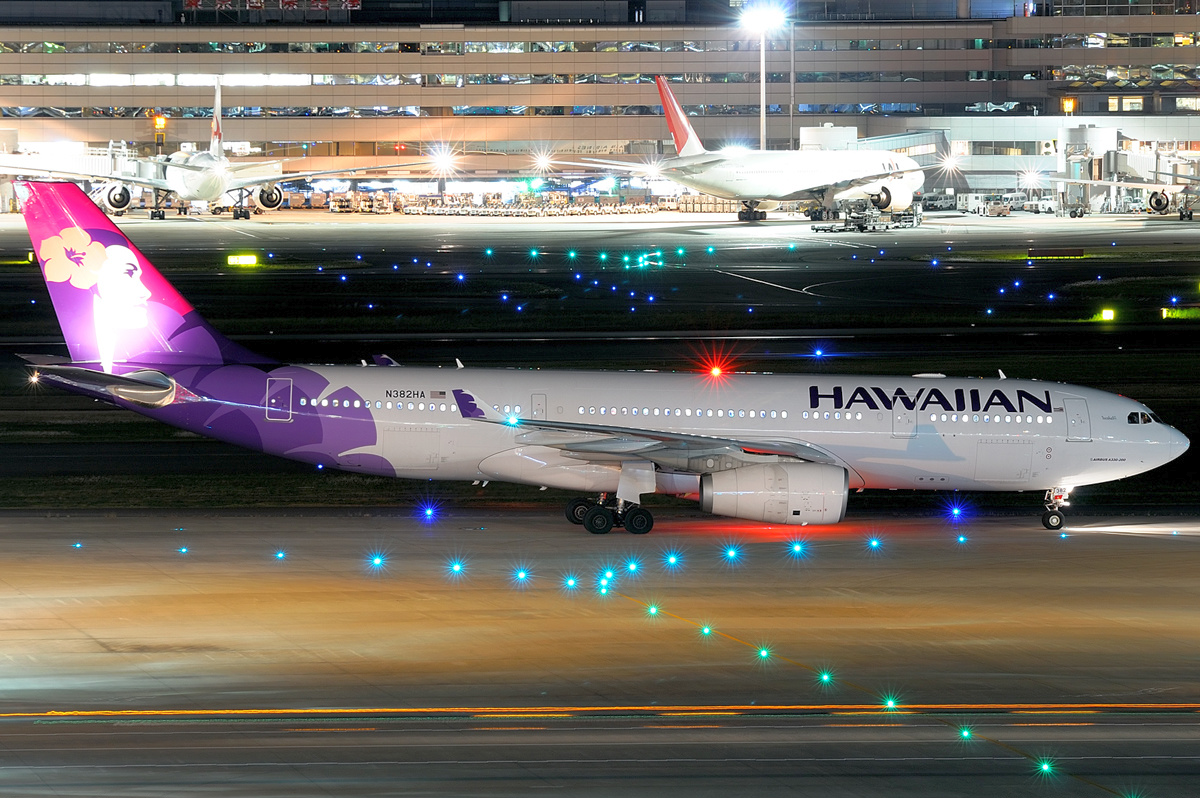
Airbus A330-200 Hawaiian Airlines

- Фукуока — Аэропорт Фукуока

### Северная Америка
- Соединённые Штаты Америки

- Аризона

- Финикс —Международный аэропорт Финикс Скай-Харбор

- Вашингтон

- Сиэтл/Такома — Международный аэропорт Сиэтл/Такома

- Гавайи

- Гонолулу — Международный аэропорт Гонолулу
- Каилуа-Кона — Аэропорт Каилуа-Кона
- Кахулуи — Аэропорт Кахулуи
- Лихуэ — Аэропорт Лихуэ
- Хило — Международный аэропорт Хило

- Калифорния

- Лос-Анджелес — Международный аэропорт Лос-Анджелес
- Окленд — Международный аэропорт Окленд
- Сакраменто — Международный аэропорт Сакраменто
- Сан-Диего — Международный аэропорт Сан-Диего
- Сан-Франциско — Международный аэропорт Сан-Франциско
- Сан-Хосе — Международный аэропорт имени Нормана Минеты

- Невада

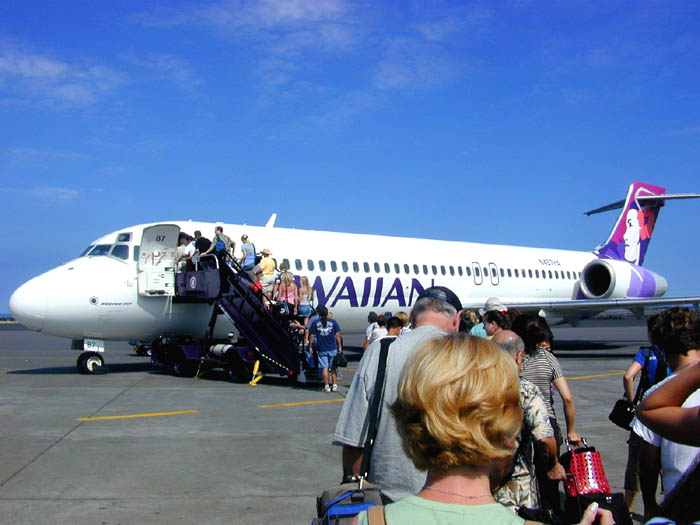
Boeing 717-200 Hawaiian Airlines

- Лас-Вегас — Международный аэропорт Маккаран

- Нью-Йорк

- Нью-Йорк — Международный аэропорт имени Джона Кеннеди

- Орегон

- Портленд — Международный аэропорт Портленд

### Океания
- Австралия

- Сидней — Аэропорт Сиднея

- Американское Самоа

- Паго-Паго — Международный аэропорт Паго-Паго

- Таити

- Папеэте — Международный аэропорт Фааа

## Флот
По состоянию на июль 2021 года флот Hawaiian Airlines состоит из следующих самолётов со средним возрастом 9,9 лет:

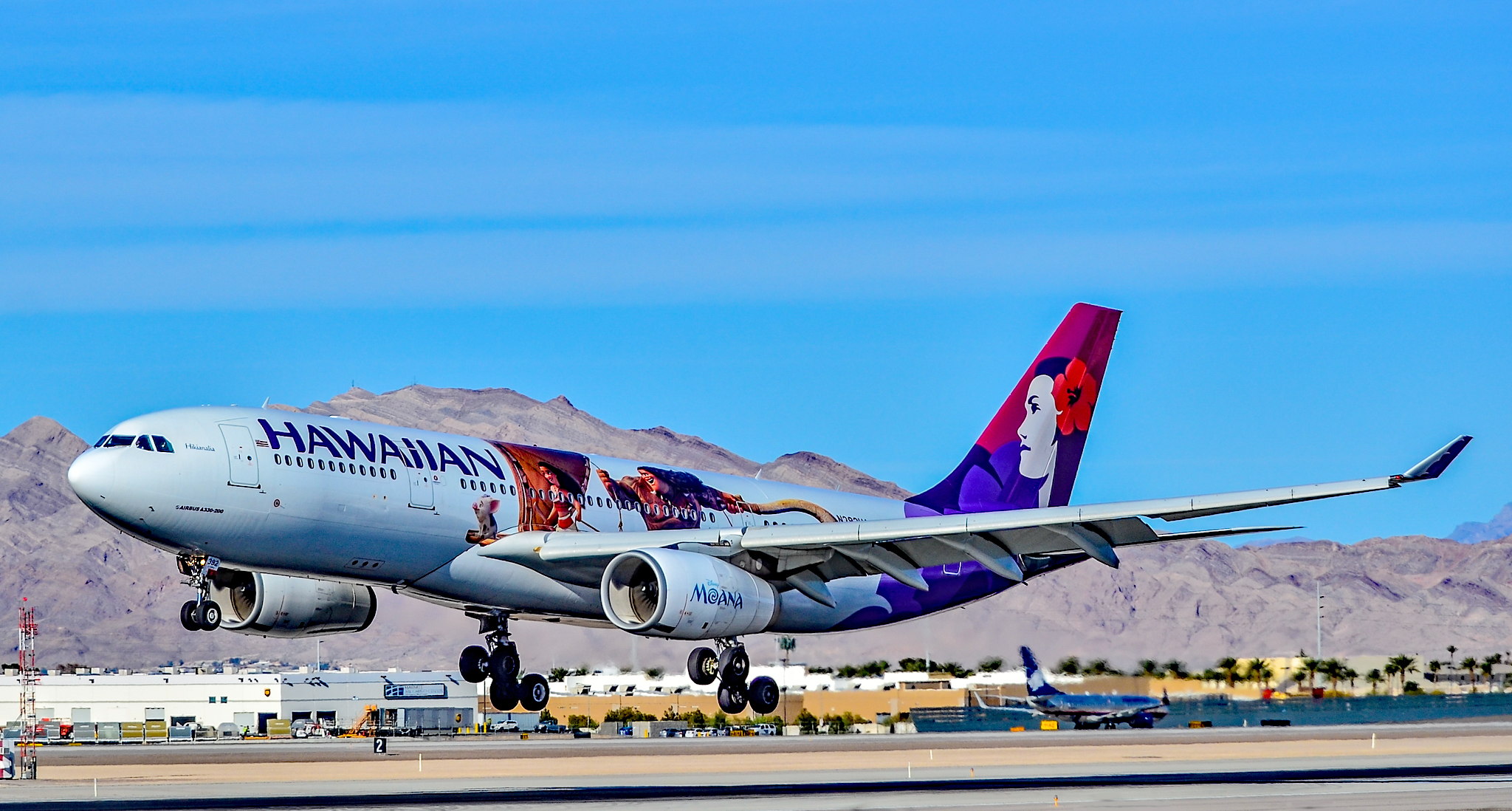
Airbus A330-200 авиакомпании Hawaiian Airlines в ливрее мультфильма Моана в 2016 году.

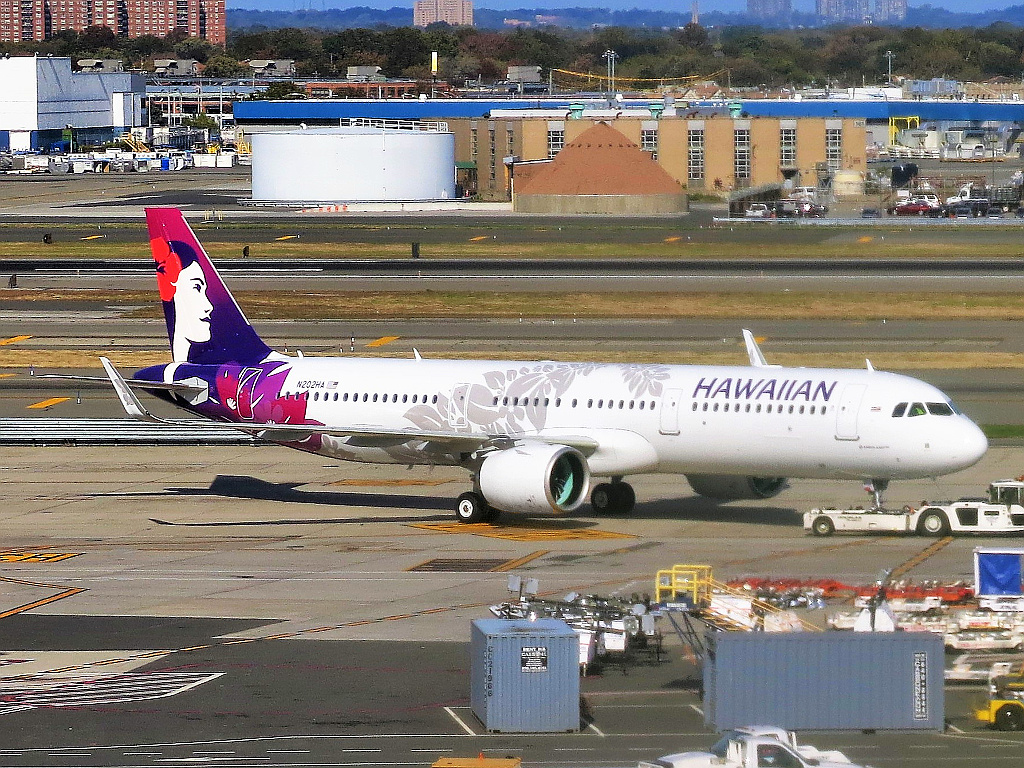
Первый Airbus A321neo полученный авиакомпанией Hawaiian Airlines.